# Brucheion
Brucheion var den östra halvan av den gamla staden Alexandria i Egypten (den västra hette Rhakotis).
I Brucheion fanns bland annat:
- den stora hamnen
- det kungliga palatset
- konungarnas gravplatser
- Alexander den stores grav (Sema eller Soma)
- slottet Timonion, byggt av Marcus Antonius,  Cleopatra VIIs make
- Museion, en forskningsinstitution som bland annat inrymde (del av) det enorma biblioteket i Alexandria